# 竜且県
竜且県（りゅうしょ-けん）は中華人民共和国江蘇省にかつて存在した県。竜沮県とも作る。現在の連雲港市灌雲県竜且鎮に相当する。
南北朝時代、梁により設置された。625年（武徳8年）、唐朝により廃止された。